# Cursa Ciclista del Llobregat
La Cursa Ciclista del Llobregat est une course cycliste espagnole disputée autour du Llobregat, en Catalogne. Depuis 2012, elle est réservée aux coureurs de catégorie junior (moins de 19 ans).

## Palmarès
| Année | Vainqueur-d               | Deuxième               | Troisième                |
| ----- | ------------------------- | ---------------------- | ------------------------ |
| 1982  | Josep Solé                | Carlos Silvestre       | Lorenzo Ortega           |
| 1983  | Jordi Moreno              | Manuel Ortega          | Pedro Vilalta            |
| 1984  | José Alonso               | Ricardo Martínez       | Mateo González           |
| 1985  | José Suñé                 | José Luis Morales      | José Martínez            |
| 1986  | Marc Marinello            | Juan Micuel            | Juan Bonada              |
| 1987  | César Latorre             | Bartolomé Munar        | José Luis Morales        |
| 1988  | Miguel Ángel García       | Pedro Porras           | José V. Lacrau           |
| 1989  | César Latorre             | Josep Coll             | Ángel Edo                |
| 1990  | José Julián Balaguer      | Josep Tarradellas      | Bartolomé Guillén        |
| 1991  | Josep María Abad          | Christophe Sautreau    | Jaime Hernández          |
| 1992  | David Parrado             | Jordi Vila             | Ángel Gomila             |
| 1993  | Ginés Salmerón            | Josep Viladoms         | Jesús Caro               |
| 1994  | Raido Kodanipork          | Gilles Chauvin         | Jordi Domingo            |
| 1995  | Juan Pedro González       | José A. Muñoz          | Víctor Manuel Rodríguez  |
| 1996  | Víctor Manuel Rodríguez   | Roberto Sancho         | Ramón Medina             |
| 1997  | Pascal Galtier            | Julien Almansa         | Juan Antonio Flecha      |
| 1998  | Ramón Medina              | David Alcaraz          | Juan de Dios González    |
| 1999  | Carles Torrent            | Ignacio Gutiérrez      | Sergi Escobar            |
| 2000  | Íñigo Landaluze           | Eloy Coca              | Patxi Vila               |
| 2001  | Antonio Berasategui       | Aitor Pérez Arrieta    | Alejandro Valverde       |
| 2002  | Ricardo Serrano           | Francisco Gutiérrez    | Jesús del Nero           |
| 2003  | Daniel Moreno             | David Pérez Íñiguez    | Julen Urbano             |
| 2004  | Rodrigo García            | Daniel Moreno          | Javier Benítez           |
| 2005  | Unai Elorriaga            | Javier Líndez          | Ignacio Sarabia          |
| 2006  | Juan Carlos Cariñena (es) | Cecilio Gutiérrez (es) | Didac Ortega             |
| 2007  | Mikel Nieve               | Javier Puig            | Adrián Sáez              |
| 2008  | Arturo Ariño              | Alexandre Roger        | Álvaro García Caballero  |
| 2009  | José Esteban Parra        | Arturo Mora            | David Calatayud          |
| 2010  | Raúl Alarcón              | Juan José Lobato       | Jon Pardo (es)           |
| 2011  | Ibon Zugasti              | Jordi Cervantes        | Albert Ebri              |
| 2012  | Xavier Pastallé           | Enric Mas              | David Calmaestra         |
| 2013  | Diego Pablo Sevilla       | Héctor Carretero       | David Calmaestra         |
| 2014  | Jaume Sureda              | David Lucas            | Xavier Cañellas          |
| 2015  | Tomás Colldecarrera       | David Gijón            | Francisco Galván         |
| 2016  | Claudio Clavijo           | Marc Brustenga         | Carlos Álvarez           |
| 2017  | Adrián González Izquierdo | David Domínguez        | Carlos García Pierna     |
| 2018  | Pau Miquel                | Josep Miquel Canet     | José Andrés Díaz         |
| 2019  | Javier Serrano            | Ángel Casillas         | Carlos Rodríguez         |
| 2020  | Gorka Ortega              | Axier Casado           | Alejandro Luna del Cerro |
| 2021  | Iker Bonillo              | Marc Terrasa           | Roberto Alonso           |
| 2022  | Pablo Ortega              | Abel Rosado            | Iban Gutiérrez           |
| 2023  | Roger Pareta              | Héctor Celda           | Gerard Ginabreda         |
| 2024  | Javier Cubillas           | Mateo Ramírez          | Iván Roure               |